# Comərd
Comərd, eingedeutscht Dschomärd (armenisch Ճումեն Tschumen oder armenisch Ջոմարդ Dschomard), ist ein Bergdorf im Rayon Kəlbəcər von Aserbaidschan.

## Geographische Lage und Geschichte
Comərd liegt ca. 30 Kilometer östlich der Provinzhauptstadt Kəlbəcər.
Über die mittel- und spätmittelalterliche Geschichte der Ortschaft ist nicht viel bekannt. Im Dorf befindet sich eine Festung aus dem 9. Jahrhundert. Während der Herrschaft des Zarenreiches gehörte es zur Ujesd Dschawanschir, die wiederum Teil des Gouvernements Elisawetpol (heute Gəncə) war.
Gemäß der „Verwaltungsgliederung der Aserbaidschanischen SSR“ aus dem Jahr 1933 lebten im Dorf 150 Menschen, die zu 100 Prozent aus Aserbaidschanern bestanden.
Im März 1993 wurde Comərd wie das gesamte Gebiet der Provinz Kəlbəcər im Zuge des Ersten Bergkarabachkrieges (1992–1994) von armenischen Truppen besetzt und die Einwohner vertrieben. Es wurde in der Zeit danach von der international nicht anerkannten Republik Arzach als Teil der Provinz Schahumjan verwaltet.
Laut der trilateralen Vereinbarung zwischen Armenien, Aserbaidschan und Russland über die Beendigung kriegerischer Handlungen in Bergkarabach vom 10. November 2020 erfolgte am 25. November 2020 die Rückgabe des Rayons Kəlbəcər, darunter von Comərd, an Aserbaidschan. Im Januar 2021 veröffentlichte das Verteidigungsministerium Aserbaidschans ein Videomaterial aus Comərd, das die gesamte Ortschaft in Ruinen zeigt.